# Sarah Hegazi
Sarah Hegazi (arabisk: سارة حجازي), född 1989 i Egypten, död 13 juni 2020 i Toronto, var en egyptisk HBTQ-aktivist och mjukvaruutvecklare. Hon greps i samband med en konsert i Kairo 2017, då hon hade med sig en regnbågsflagga. I fängelset blev hon enligt egen utsago torterad, såväl psykiskt som fysiskt, och drabbades till följd av detta av posttraumatiskt stressyndrom. Hon frigavs i början av 2018 och fick asyl i Kanada, där hon två år senare begick självmord. Sarah Hegazi är en förgrundsfigur för HBTQ-rörelsen i arabvärlden.

## Fallet
Hegazi var på en konsert med indierockbandet Mashrou' Leila i Kairo den 22 september 2017. Hamed Sinno, bandets sångare, är öppet homosexuell. Hegazi, själv lesbisk, sågs med en regnbågsflagga i publiken. Bilder från konserten cirkulerade i medier i Egypten och det ledde till att Hegazi greps. Efter konserten fängslades minst 75 personer, varav Hegazi var den enda kvinnan. Polisens syfte med gripandena var att försvaga HBTQ-rörelsen i Egypten. I fängelset blev Hegazi torterad, bland annat med elchocker. Efter tre månader frigavs hon.
Efter frigivningen i januari 2018 fick Hegazi asyl i Kanada. Hon kämpade där med depression och posttraumatiskt stressyndrom, vilket förvärrades när hennes mor dog. I juni 2020 tog Hegazi sitt liv. Hon hade skrivit ett självmordsbrev till sin familj och till sina vänner; brevet delades på sociala medier.

## Reaktioner
Efter hennes död uppmärksammades hon stort på sociala medier. Mashrou' Leila, bandet som spelade på konserten då hon hade regnbågsflaggan med sig, skrev en låt till hennes minne. I juni 2020 organiserade arabiska HBTQ-organisationen minnesceremonier för hennes liv och kamp mot homofobi i USA, Kanada, Storbritannien, Tyskland, Nederländerna och Libanon.